# Фу Кит Сон
Фу Кит Сон (англ. Foo Keat Seong, 22 мая 1958) — малайзийский хоккеист (хоккей на траве), полевой игрок. Участник летних Олимпийских игр 1984 года, двукратный бронзовый призёр летних Азиатских игр 1978 и 1982 годов.

## Биография
Фу Кит Сон родился 22 мая 1958 года.
В 1984 году вошёл в состав сборной Малайзии по хоккею на траве на летних Олимпийских играх в Лос-Анджелесе, занявшей 11-е место. Играл в поле, провёл 7 матчей, забил 1 мяч в ворота сборной Индии.
Дважды выигрывал бронзовые медали хоккейных турниров летних Азиатских игр — в 1978 году в Бангкоке и в 1982 году в Нью-Дели.